# Кюстендилська котловина
Кюстендилська котловина розташована в західній Болгарії, в середній течії Струми, між Земенською та Скринською ущелинами, в південній частині фізіогеографічної області Країште. Вона є частиною Каменицько-Дупницької котловинної смуги.

## Географічне положення, межі
Котловина має форму неправильного еліпса, довга вісь якого орієнтована у напрямку північний захід-південний схід і довжиною близько 20 км, а її ширина коливається від 7 до 10 км, середня висота — від 460 в селі Невестино до 870 м в селі Вратця. З усіх сторін, за винятком південно — східної котловина оточена горами: на півдні — Осоговською, на заході і півночі — горою Лисець та Чудинською горою, на півночі — Земенською горою, на північному сході і сході — Конявською. На схід, через горбисті і низькі південні кряжі Конявської гори, вона широко відкривається до історикогеографічногої області Разметаниця, на півночі Земенська ущелина з'єднує її з Радомирською котловиною, а на південному сході — Скринська ущелина — з південною частиною Дупницької котловини (Бобошевська долина). На північному заході і заході ущелина річки Драговиштиця з'єднує її з Босилеградською котловиною, а ущелина річки Бистриця та перевал Враца — з Каменицькою котловиною.

## Геологічна будова, геоморфологічні особливості
Формування долини починається у пізньому третинному періоді і продовжується у пізньому плиоцені. Котловинна основа розчленована та горбиста, а навколишні схили різко піднімаються до навколишніх гір. Долини річок мають широкі алювіальні днища. На базі геологічної будови розташовані невеликі родовища лігнитного пізньопліоценового вугілля в районі села Николичевці, а оточуючи її просідання є причиною численних карстових джерел біля підніжжя Конявської гори і в східній частині Осоговської гори. У Кюстендилі є джерела з гарячою мінеральною водою, а в селі Невестино - холодні.

## Клімат і води
Клімат м'який, перехідно-континентальний з середземноморським впливом і обумовлений насуванням теплих повітряних мас вздовж річки Струма і захистом від холодного повітря, що дме з півночі. Літо тривале, а зима відносно коротка. Середня температура січня 0,6 °C, липня — 21,6 °C, і середньорічна — 10,9   °C. Опади помірні, з середньорічною сумою 608 мм, з максимумом у травні-червні і мінімумом у серпні, та вторинним максимумом у листопаді-грудні. Протягом зимової півріччя в долині створюються умови для температурних інверсій.
Долину осушують річка Струма та її притоки Драговиштиця, Соволянська Бистриця, Банштиця, Конявський дол, Новосельська річка, Берсинська річка, Гращицька ріка, Лилячка та інші. Більш численні і з більшим потоком це праві притоки, що походять з Осоговських гір і гір Країште. У минулому їх водозбірні райони піддавалися ерозії, і вони відкладали велику кількість алювіального матеріалу, змавали та затоплювали родючі землі. Зараз ерозія приборкана, завершена корекція річок загальною довжиною 47 км. Їх вода використовується для поливу близько 70 000 га земель, а загальним об'ємом води у греблях дорівнює 12 млн м3 . У накладаннях котловинного дна знаходяться підземні води. У котловині, внаслідок значного припливу зростає середній потік Струми приблизно на 16 м³/с.

## Ґрунти, флора і фауна
У котловині переважають алювіальні та алювіально-лугові ґрунти, місцями з вилуженими коричневими лісовими, бурими лісовими, рідше чорноземами. Для схилів Конявської гори характерні гумусокарбонатні груни, у східній частині Осоговської гори — вилужені коричневі і еродовані вилужені коричневі ґрунти, на схилах гори Лисець та на західній частині Осоговської гори — бурі лісові ґрунти, а на схилах гір Країште — вилужені коричневі лісові ґрунти.
У котловинному дні та на підніжжі гір є поля, луки, пасовища, сади, городи та горіхові дерева. Вирощуються також тютюн, зернові та кормові культури, овочі та ін. Долину також називають садом Болгарії. На схилах гір є штучні соснові насадження, букові, вишневі гаї, дуби, граби. Тваринний світ представлений диким зайцем, звичайною мишею, білками, ласкою, лисицею, серною, ефіопським грифом, балканською луговою ящіркою, довгоногою грецькою жабою, карасем, коропом.

## Поселення
Кюстендильська котловина має велике економічне значення. У південній частині долини знаходиться місто Кюстендил, відомий бальнеологічний курорт і відправна точка для похідного туризму в Осоговських горах, а навколо неї, та по всій долини є 37 сіл: Багренці, Берсин, Богослов, Вратця, Гирчевці, Горішня Брестниця, Горішня Граштиця, Грамаждано, Границя, Двориште, Долішня Граштиця, Долішня Козниця, Драговиштиця, Жабокрит, Жиленці, Катриште, Коняво, Копиловці, Лелинці, Лиляч, Лозно, Мазарачево, Невестино, Неделкова Граштиця, Николичевці, Новий Чифлик, Пиперков Чифлик, Радловці, Скриняно, Слокощица, Соволяно, Ст енсько, Таваличево, Тирновлаг, Шипочано, Шишковці та Ябилково.

## Транспорт
Через котловину проходять чотири дороги Державної автомобільної мережі:
- З південного заходу на північний схід, між селами Вратця і Коняво, протягом 20,2 км — ділянка першокласної дороги № 6 КПП «Гюєшево» — Софія — Карлово — Бургас.
- З заходу на схід, від Кюстендила до с. Долішня Козниця, протягом 21,8 км — ділянка дороги другого класу № 62 Кюстендил — Дупница — Самоков.
- З півдня на північ, від Кюстендила до с. Драговиштиця, протягом 9,6 км — ділянка третього класу дороги № 601 Кюстендил — Драговиштиця — прикордонний пункт «Олтоманці».
- У північно-східній частині котловини, на схилах Конявської гори, між селами Коньяво і Горішня Козниця, протягом 13,3 км — ділянка дороги третього класу № 602 Коняво — Таваличево — Бобов-Дол.

Через неї проходить ділянка залізничної лінії Радомир — Кюстендил — Гюешево між станціями Шишковці та Мазарачево.

## Топографічна карта
- Аркуш карти K- Радомир. Масштаб: 1 : 100 000. Стан місцевості на 1978 р. (болг.)
- Аркуш карти K- Кюстендил. Масштаб: 1 : 100 000. (болг.)